# Carles Sala i Joanet
Carles Sala i Joanet (Barcelona 1905 - 9 de juny de 1991) fou un escriptor i polític català.
Inicialment es va moure en ambients obrers i col·laborà a Solidaridad Obrera, però es girà al catalanisme i amb Ventura Gassol fundà la revista Dansa, Pàtria i Art, on escrivia amb el pseudònim Frèbua.
Durant la Segona República Espanyola fou membre de Palestra, fou directiu de Ràdio Associació de Catalunya i redactor de L'Instant i Claris. En esclatar la guerra civil espanyola va lluitar al front, fins que el 1937 fou director general de ràdio de la Generalitat de Catalunya, i s'especialitzà en els reportatges en directe. En acabar la guerra s'exilià a Cuba i a Mèxic, on fou secretari de la comunitat catalana de Mèxic. Tornà a Catalunya el 1948, i fou fundador del grup literari barceloní El Cimbori i secretari de la Penya Joan Santamaria. El 1980 fou membre del patronat de la nova Ràdio Associació de Catalunya i el 1986 va rebre la Creu de Sant Jordi.

## Obres
- Acte de fe (1946), sobre l'Onze de Setembre.